# Lacul Onega
Onega este un lac cu apă dulce din nord-vestul Rusiei. Are 9.950 km² și adîncimea maximală de 127 m și este al doilea ca mărime lac din Europa (după lacul Ladoga). Are un rol deosebit în sistemul comunicațiilor maritime și fluviale al Rusiei, deoarece se află la intersecția sistemului de canale Volga-Marea Albă, Volga-Marea Baltică și Marea Albă-Marea Baltică. Pe malul lacului se află și orașul Petrozavodsk, capitala republicii autonome Carelia din Rusia. Pe o insulă din Onega e situat celebrul ansamblu arhitectural - mănăstirea Kiji, monument al arhitecturii carele în lemn (sec.XVII-XIX, din 1990 declarat monument UNESCO).